# سلطان حسین جلایر
معزالدین سلطان حسین بن اویس بن حسن بن حسین بن آغبوغا بن ایلکا بن جلایر چهارمین پادشاه از دودمان جلایریان (ایلکانیان) است.

## برادران و خواهران
سلطان حسین جلایر ۵ برادر به نام‌های احمد، اسماعیل، بایزید، حسن و شیخ علی و یک خواهر به نام دندی خاتون داشت که خواهرش به عقد شاه محمود مظفری درآمد. آرامگاه سلطان حسین و ۲ تن از برادرانش که بر تخت پادشاهی نشستند (سلطان حسن جلایر و سلطان احمد جلایر) در مقبرهٔ دمشقیهٔ تبریز است.

## شروع سلطنت
سلطان اویس جلایر دچار بیماری صعب‌العلاجی گشت و در شب ۹ اکتبر ۱۳۷۴ (۲ جمادی‌الاول ۷۷۶) درگذشت که حافظ ابرو در این باره می‌نویسد:
قبل از آن تاریخ به سه ماه، آن پادشاه بر زمان فوت خود آگاه شد و وسایل کفن و تابوت و سایر ضروریات سفر آخرت را ترتیب کرده بود و چون آثار نزع بر ناصیهٔ او ظهور نمود، ارکان دولت به مرافقت قاضی شیخ علی و خواجه شیخ کججانی بر سر بالین وی حاضر شده، طلب وصیت نمودند. سلطان گفت ولایت عهد تعلق به حسین دارد و ایالت بغداد به شیخ حسن.
پس از درگذشت سلطان اویس —طبق وصیتی که کرده بود— فرزند دوم‌اش سلطان حسین جلایر به سلطنت رسید. بزرگان آذربایجان از ترس هرج و مرج و آشوب، پسر بزرگ‌تر سلطان اویس —یعنی سلطان حسن جلایر— را پس از ادعای سلطنت، به قتل رساندند.